# Stefan Sarmes
Stefan Sarmes, född 23 juli 1998 i Bara församling, Skåne län, är en svensk politiker (kristdemokrat).
Sarmes var 2023–2024 förbundsordförande för Kristdemokratiska ungdomsförbundet. Han efterträddes av Louise Hammargren.